# Stenocranus japonicus
Stenocranus japonicus är en insektsart som beskrevs av Teiso Esaki 1932. Stenocranus japonicus ingår i släktet Stenocranus och familjen sporrstritar. Inga underarter finns listade i Catalogue of Life.